# Duc de Devonshire
Ne doit pas être confondu avec Comte de Devon.
Le titre de duc de Devonshire est créé dans la pairie d'Angleterre en 1694 par les monarques Guillaume III et Marie II en faveur de William Cavendish (1640-1707), comte de Devonshire. Il tire son nom du Devon, un comté du sud-ouest de l'Angleterre.
Actuellement, ce titre est toujours détenu par la famille Cavendish, l'une des plus riches et des plus influentes familles britanniques depuis le XVIe siècle. Tous les Cavendish descendent de John Cavendish, juge lynché par la foule pendant la révolte des paysans de 1381.
Le fils aîné de chaque duc hérite systématiquement du titre de marquis de Hartington (1694).
Le duc détient les titres subsidiaires de baron Cavendish de Hardwick (1605), comte de Devonshire (1618) et marquis de Hartington (1694), tous dans la pairie d'Angleterre.
Depuis 1858, il faut ajouter ceux de comte de Burlington (1831) et de baron Cavendish de Keighley (1831), également dans la pairie du Royaume-Uni.

## Histoire
William Cavendish (1552-1626), second fils de William Cavendish (1505-1557) et Bess de Hardwick (1527-1608), est d'abord titré baron de Hardwick le 4 mai 1605. Jacques Ier accorde cet honneur aux Cavendish sur l'insistance d'Arbella Stuart, nièce de William.
L'essentiel des biens des Cavendish est situé dans le Derbyshire et à la mort de son frère aîné Henry en 1616, William hérite d'une importante fortune. Le 2 août 1618, alors que la cour séjourne à Salisbury, il est créé comte de Devonshire. Il aurait payé 10 000 livres sterling pour ce titre, éteint depuis la mort quelques années auparavant de Charles Blount.
Le 12 mai 1694, William Cavendish (1640-1707), 4e comte de Devonshire, est fait duc de Devonshire et marquis de Hartington en récompense de son soutien à Guillaume III. Depuis, l'aîné des fils du duc porte le titre de courtoisie de marquis de Hartington.
À l'époque, le titre de comte de Devon est considéré comme éteint depuis la mort Edward Courtenay en 1556, les contemporains usent indifféremment du titre de duc de Devonshire ou de Devon. Cependant, en 1831, William Courtenay, 3e vicomte de Powderham et aîné des héritiers d'Edward Courtenay, obtient d'être rétabli dans le titre de comte de Devon. Les chefs de famille des générations intermédiaires sont reconnus a posteriori comtes et William devient ainsi 9e comte de Devon. Le titre porté par les membres de la famille Cavendish est alors modifié et fixé en duc de Devonshire pour éviter les confusions.
En 1858, le 6e duc de Devonshire meurt sans descendance, il transmet ses titres à son cousin germain, déjà 2e comte de Burlington. Dès lors, le titre de comte de Burlington est dévolu par courtoisie au fils aîné du marquis de Hartington.
Beaucoup parmi les ducs de Devonshire ont été des politiciens de premier plan : le 4e duc a été Premier ministre, le 8e a dirigé les libéraux à la Chambre des communes, et le 9e a été gouverneur général du Canada. Le physicien Henry Cavendish, fils de Charles Cavendish et Anne Grey, et la femme du premier ministre Harold Macmillan, Dorothy Cavendish, faisaient aussi partie de cette famille.
Malgré le titre, le siège familial se situe dans le Derbyshire. Les résidences principales de la famille sont Chatsworth House et l'ancienne abbaye de Bolton dans le Yorkshire. Elle possède aussi le château de Lismore dans le Waterford en Irlande.
La famille aussi possède le village d'Edensor, près de leur siège principal, et c'est le cimetière de son église paroissiale qui est la nécropole ducale.

## Comte de Devonshire, première création
- 1603-1606 : Charles Blount (1563-1606), 8e baron Mountjoy ;

## Comte de Devonshire, seconde création
- 1618-1626 : William Cavendish (1552-1626) ;
- 1626-1628 : William Cavendish (1591-1628), fils du précédent ;
- 1628-1684 : William Cavendish (1617-1684), fils du précédent ;
- 1684-1707 : William Cavendish (1640-1707), fils du précédent.

## Duc de Devonshire
- 1694-1707 : William Cavendish (1640-1707) ;
- 1707-1729 : William Cavendish (1673-1729), fils du précédent ;
- 1729-1755 : William Cavendish (1698-1755), fils du précédent ;
- 1755-1764 : William Cavendish (1720-1764), fils du précédent ;
- 1764-1811 : William Cavendish (1748-1811), fils du précédent ;
- 1811-1858 : William Cavendish (1790-1858), fils du précédent et de Georgiana Spencer ;
- 1858-1891 : William Cavendish (1808-1891), 2e comte de Burlington, cousin germain du précédent ;
- 1891-1908 : Spencer Cavendish (1833-1908), fils du précédent ;
- 1908-1938 : Victor Cavendish (1868-1938), neveu du précédent ;
- 1938-1950 : Edward Cavendish (1895-1950), fils du précédent ;
- 1950-2004 : Andrew Cavendish (1920-2004), fils du précédent ;
- depuis 2004 : Peregrine Cavendish (né en 1944), fils du précédent et de Deborah Mitford ;
  - héritier apparent : William Cavendish (en) (né en 1969), fils du précédent.
  - deuxième héritier apparent : James, Lord Cavendish (né en 2010), fils du précédent.